# Dynamo de la Caroline
Maillots
Le Dynamo de la Caroline (en anglais : Carolina Dynamo) est un club semi-professionnel de soccer basé dans la ville de Browns Summit en Caroline du Nord aux États-Unis. Ce club évolue en Premier Development League, le 4e niveau dans la pyramide nord-américaine. 
L'équipe joue ses matchs à domicile au Macpherson Stadium en banlieue de Browns Summit. Les couleurs du club sont le blanc et le rouge.

## Histoire
Le club du Dynamo de la Caroline est créé en 1993 sous le nom de Dynamo de Greensboro. Ce qui en fait un des clubs les plus vieux du soccer américain. Le club aligne à l'époque plusieurs équipes dont une équipe féminine (2004–2006) dans la W-League et deux équipes de jeunes qui évoluent dans la Super-20 League (une ligue de développement pour les garçons et filles âgés de 17 à 20 ans).

## Palmarès
Son équipe masculine composé de joueurs universitaires a conquis quatre titres nationaux de Championnat et  8 titres de Division. 49 anciens joueurs du club ont été repêchés par des clubs de la Major League Soccer. Sept ont joué dans la sélection nationale des États-Unis .

### Premier Development League
- Champions de saison régulière (1) : 2006
- Champions de Conférence  (1) : 2004
- Champions de division (3)
  - DivisionMid Atlantic   (1) : 2004
  - Division South Atlantic  (1) : 2006
  - Division Southeast  (1) : 2007

### Autres honneurs
- Champions de USISL  (2): 1993, 1994
- Champions de USISL Division Atlantic   (2) : 1993, 1994
- Champions de USISL Select League Division South Atlantic  (1) : 1996
- Champions de la USL Pro Select/Soccer League Division Southern (1) : 2003

## Parcours
| Année   | Niveau dans la pyramide | Ligue               | Saisons régulières                   | Séries éliminatoires               | US Open Cup             |
| ------- | ----------------------- | ------------------- | ------------------------------------ | ---------------------------------- | ----------------------- |
| 1993    | 3                       | USISL               | Termine 1er                          | Champions                          | ne participe pas        |
| 1993/94 |                         | USISL Indoor        | Termine 3e                           | Éliminé au premier tour            | ne participe pas        |
| 1994    | 3                       | USISL               | Termine 1er, division Atlantic       | Champions                          | ne participe pas        |
| 1995    | 3                       | USISL Pro League    | Termine 6e                           | non-qualifié                       | non-qualifié            |
| 1996    | 2                       | USISL Select League | Termine 1er, division South Atlantic | perd au 2e tour                    | perd en Quart de finale |
| 1997    | 2                       | USISL A-League      | Termine 2e, division Atlantic        | perd en Finale                     | non-qualifié            |
| 1998    | /                       | /                   | club cesse ses activités             | /                                  | /                       |
| 1999    | 3                       | USL D3-Pro League   | Termine 3e, Division Atlantic        | perd en semi-finale de Conférence  | perd au 3e tour         |
| 2000    | 3                       | USL D3-Pro League   | Termine 4e, division Southern        | perd en demi-finales de Conférence | ne se qualifie pas      |
| 2001    | 3                       | USL D3-Pro League   | Termine 2e, division Southern        | perd en demi-finales de Conférence | perd au 2e tour         |
| 2002    | 3                       | USL D3-Pro League   | Termine 3e, division Southern        | perd en Quart de finale            | perd au 1er tour        |
| 2003    | 4                       | PDL                 | termine 1er, division Southern       | perd en finale régionale           | perd au 3e tour         |
| 2004    | 4                       | PDL                 | termine 1er, division Mid Atlantic   | Perd en demi-finale nationale      | perd au 3e tour         |
| 2005    | 4                       | PDL                 | Termine 2e, division Mid Atlantic    | ne participe pas                   | n'est pas qualifié      |
| 2006    | 4                       | PDL                 | Termine 1er, division South Atlantic | perd en demi-finale de conférence  | perd au 4e tour         |
| 2007    | 4                       | PDL                 | Termine 1er, division Southeast      | perd en finale de Conférence       | non-qualifié            |
| 2008    | 4                       | PDL                 | Termine 6e, division Southeast       | non-qualifié                       | non-qualifié            |
| 2009    | 4                       | PDL                 | Termine 2e, division Mid Atlantic    | perd en demi-finale de Division    | non-qualifié            |
| 2010    | 4                       | PDL                 | Termine 4e, division Mid Atlantic    | non-qualifié                       | non-qualifié            |
| 2011    | 4                       | USL PDL             |                                      |                                    |                         |

## Effectif pour la saison 2011
En date du 9 juin 2011.
| N° | Nat.                    | Poste | Nom du joueur     |
| -- | ----------------------- | ----- | ----------------- |
| 0  | Drapeau des États-Unis  | G     | Chris Robinson    |
| 1  | Drapeau des États-Unis  | G     | Scott Goodwin     |
| 2  | Drapeau de l'Angleterre | M     | Adam Sewell       |
| 3  | Drapeau des États-Unis  | D     | Kris Byrd         |
| 4  | Drapeau des États-Unis  | M     | Rob Lovejoy       |
| 5  | Drapeau des États-Unis  | D     | Nick Butterly     |
| 6  | Drapeau des États-Unis  | A     | Chris Thomas      |
| 7  | Drapeau de l'Angleterre | M     | Nick Brindley     |
| 8  | Drapeau des États-Unis  | D     | Luciano Delbono   |
| 9  | Drapeau des États-Unis  | D     | Fejiro Okiomah    |
| 10 | Drapeau des États-Unis  | M     | James Wenger      |
| 11 | Drapeau de l'Allemagne  | A     | Hakan Ilhan       |
| 12 | Drapeau des États-Unis  | D     | Sebastien Ibeagha |
| 13 | Drapeau des États-Unis  | M     | Mark Millard      |

| No. | Nat.                   | Position | Nom du joueur     |
| --- | ---------------------- | -------- | ----------------- |
| 14  | Drapeau des États-Unis | M        | Kevin Stam        |
| 15  | Drapeau des États-Unis | D        | Will Mack         |
| 16  | Drapeau des États-Unis | M        | Matt Sarett       |
| 17  | Drapeau des États-Unis | A        | Karo Okiomah      |
| 18  | Drapeau des États-Unis | A        | Andy Lubahn       |
| 19  | Drapeau du Chili       | M        | Freddy Gomez      |
| 20  | Drapeau des États-Unis | D        | Donnie Smith      |
| 21  | Drapeau des États-Unis | D        | Matt Rose         |
| 22  | Drapeau des États-Unis | M        | Sam Redmond       |
| 24  | Drapeau des États-Unis | M        | Alex Walters      |
| 25  | Drapeau de l'Écosse    | M        | Martin Murphy     |
| 26  | Drapeau des États-Unis | G        | Michael Chesler   |
|     | Drapeau des États-Unis | D        | Jonathan Campbell |

## Entraineur-chef 2011
- Marc Nicholls[27]

### Anciens entraineurs-chef
- Michael Parker (1993-1995)
- Alan Dicks (1996-1997)
- Joe Brown (1999-2000)
- Robert Rosario (2001)
- Joe Brown (2002-2003)
- Carl Fleming (2004)
- Joe Brown (2005-2010)

## Historique des stades
- UNCG Soccer Stadium, Greensboro, Caroline du Nord (1993 - 1996)
- A.J. Simeon Stadium, High Point, Caroline du Nord (1996 - 1999)
- Macpherson Stadium, Browns Summit, Caroline du Nord (2003 - )
- BB & T Park, Winston-Salem, Caroline du Nord 3 fois (2009 - 2010)
- Vert Stadium à l'Université de High Point, High Point, Caroline du Nord 1 fois (2009)